# 銀遣
銀遣（ぎんづかい）は、江戸時代において使われた経済用語で物価を決めるのに銀を用いることを指す。これに対して金を用いることを金遣（きんづかい）と呼ぶ。ただし、正確には銀の量目（秤をかけた重量）を元にして物価を決定したため、銀目遣い（ぎんめづかい）とも称された。
『近世風俗誌』に「たとえば米価を唱ふにも京坂は一石の価銀幾十匁と云、江戸は金一両に米幾斗幾升と云」と記されているように江戸を中心とした東国では金遣、上方を中心とした西国では銀遣が採用されていた。一般的には伊勢国・美濃国・加賀国を境界として東を金遣・西を銀遣とするが例外もあって厳密な区分は困難である。
歴史的には銀遣の方が先行していたと考えられている。室町時代後期には出雲銀山や生野銀山が開発されてその良質な産銀が敦賀や堺、奈良といった港町や経済的な要所に流入していた。ただし、当時は銀貨を発行する組織が存在しなかったため、実際には小型の灰吹銀の重さを量ってその量目をもって貨幣として通用させたり、銅銭と交換したりしていた。
東国を基盤として武家政権（江戸幕府）が成立すると、金貨を中心とした銅銭を組み合わせた貨幣制度の構築を目指したが、経済的に優位にあった西国の商慣習である銀遣を覆すには至らなかった。そもそも西国でも金は全く流通していなかった訳ではなかったが、金は銀と比較して余りにも価値が高すぎて日常生活や通常の商取引には不向きであった（江戸幕府の前の豊臣政権も金の大判を製作していたが、諸大名や家臣への恩賞などの贈答目的に用いられて一般における流通を前提にはしていなかった）。このため、根強い取引慣行に基づいて京都・大坂を中心とする西国では引き続き銀遣が行われることになった。ただし、銅銭に関しては東国同様に通用し、少額取引や銀目の端数計算に用いられていたことに注意を要する。
このため、東国経済の中心である江戸と西国経済の中心である大坂には金銀の相場が立ち、その交換比率は常に変動した。特に元禄改鋳によって金貨の価値が下がると相場が激しく変動した。改鋳直前の元禄8年（1695年）には1両＝60匁前後であったが、5年間で1両＝48匁前後となり、その影響は江戸における物価高騰として反映された。そのため、江戸幕府は元禄13年（1700年）に1両＝60匁と定め、天保10年（1839年）にも重ねて1両が60匁未満になることを禁止するなどの統制策を取った。元禄以降の歴代政権は1両＝60匁を維持すべく通貨政策を取り続け、また幕府の内外から相場の安定や銀遣いの禁止などの意見も出されたが実現は困難を極めた。明治元年5月9日（1868年6月28日）、明治政府は銀目廃止令を布告し、丁銀および豆板銀などの秤量貨幣の使用は停止されて通貨の両への一本化が図られた。